# منطقة ماي ساي
منطقة ماي ساي (بالإنجليزية: Sai Mai District)‏ هي منطقة من مناطق بانكوك. يبلغ عدد سكانها 191536 نسمة وذلك حسب إحصائيات سنة 2013. تبلغ مساحتها 44.615 كم².

الموقع في بانكوك